# Acetofenazina
L'acetofenazina è una fenotiazina con un gruppo sostituente piperazinico; è impiegata nel controllo degli stati psicotici.
Si presenta come una polvere fine gialla, inodore, di sapore amaro. Solubile in acqua (1:10) e in glicole propilenico (1:11); poco solubile in alcool (1:260) e in acetone (1:370); molto poco solubile in cloroformio (1:2850) e in etere (1:6000).
In terapia, la dose iniziale nell’adulto, in genere, è di 20 mg tre volte al giorno per via orale; la dose di mantenimento varia da 40 a 120 mg al giorno in dosi frazionate. In caso di gravi forme di schizofrenia vengono somministrate dosi fino a 400-600 mg al giorno.
Presenta gli effetti collaterali tipici delle fenotiazine.